# Gornji Rakani
Gornji Rakani är ett samhälle i Bosnien och Hercegovina.   Det ligger i entiteten Republika Srpska, i den nordvästra delen av landet, 200 km nordväst om huvudstaden Sarajevo. Gornji Rakani ligger 211 meter över havet och antalet invånare är 266.
Terrängen runt Gornji Rakani är varierad. Närmaste större samhälle är Bosanski Novi, 9,1 km nordost om Gornji Rakani. 
Omgivningarna runt Gornji Rakani är en mosaik av jordbruksmark och naturlig växtlighet. Runt Gornji Rakani är det ganska tätbefolkat, med 67 invånare per kvadratkilometer.